# Gmina Miłkowice
Gmina Miłkowice je polská vesnická gmina v okrese Lehnice v Dolnoslezském vojvodství. Sídlem gminy je ves Miłkowice. V roce 2011 zde žilo 6 290 obyvatel.
Gmina má rozlohu 86,37 km² a zabírá 11,6 % rozlohy okresu. Skládá se ze 14 starostenství.

## Starostenství
Bobrów, Głuchowice, Gniewomirowice, Goślinów, Grzymalin, Jakuszów, Jezierzany, Kochlice, Miłkowice, Pątnówek, Rzeszotary-Dobrzejów, Siedliska, Studnica, Ulesie-Lipce